# Slag bij Dorylaeum (1147)

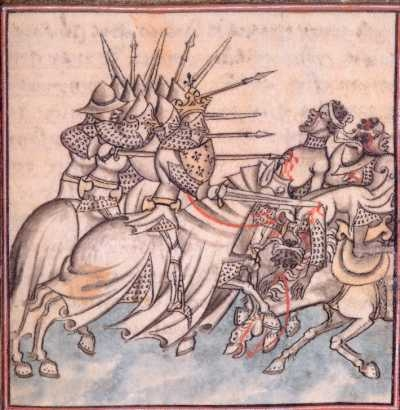
Slag bij Dorylaeum

De Tweede Slag bij Dorylaeum was een veldslag in de Tweede Kruistocht, waarbij de Seltsjoeken van het sultanaat van Rûm onder Mas'ud I op 25 oktober 1147 de kruisvaarders van Koenraad III in een hinderlaag lokten en versloegen.

## Kruistocht
Eind mei 1147 was Koenraad III vanuit Regensburg op kruisvaart vertrokken met 20.000 man, waaronder ook ongewapende pelgrims. Na hem trokken hertog Vladislav II van Bohemen en hertog Bolesław I van Silezië-Breslau op. Aan de spits reed Koeraads neef en erfgenaam hertog van Schwaben de latere keizer Frederik I Barbarossa en Koenraads halfbroer markgraaf Hendrik II van Oostenrijk en hertog van Beieren.
Het leger uit Lotharingen stond onder leiding van Stefan van Bar, bisschop van Metz en Hendrik van Châtenois, bisschop van Toul.

## Constantinopel
Nog voor ze Constantinopel bereikt hadden, kregen ze onenigheid met keizer Manuel I Komnenos van het Byzantijnse Rijk die vreesde, dat Koenraad hem zou aanvallen. Manuel sloot een geheim verdrag met de Seltsjoeken. Zijn vrouw Bertha bemiddelde tussen hem en de kruisvaarders. Tegen de raad van Manuel in nam Konrad dezelfde weg door Klein-Azië als de Eerste Kruistocht vijftig jaar ervoor.

## Hinderlaag
Konrad kwam maar traag vooruit door de bergen en eten en drank waren op. Bij Dorylaeum vielen de dorstige en hongerige kruisvaarders in een hinderlaag van de Seltsjoeken. De bereden boogschutters van de Seltsjoeken schoten pijlen af en vluchtten dan. De ridders achtervolgden hen. Ver weg van de eigen infanterie werden de achtervolgende ridders verslagen door de ruiterij van de Seltsjoeken. Eens ze de ridders verslagen hadden, overrompelden de ruiters van de Seltsjoeken het voetvolk van de kruisvaarders.

## Vlucht
Die bliezen na zware verliezen de aftocht.
De Seltsjoeken zetten de achtervolging in en doodden graaf Bernhard van Plötzkau. Toen vluchtte het voetvolk in paniek terwijl de Seltsjoeken ze ongenadig neersabelden.
Begin november bereikte Koenraad gewond Nicaea.
Hij voegde zich te Ulubad aan de Rhyndakos bij Lodewijk VII van Frankrijk.
Ze trokken verder langs de kust, maar in Efeze bleef Koenraad ziek achter. Het leger leed honger en kou en werd telkens door Seltsjoeken aangevallen. Maar weinig bereikten Palestina.